# Iris Gleicke
Iris Gleicke (née le 18 juillet 1964 à Schleusingen) est une femme politique allemande (SPD). 
Entre 2005 et 2013, elle est directrice parlementaire du groupe parlementaire SPD au Bundestag et de 2002 à 2005 secrétaire d'État parlementaire auprès du ministre fédéral des transports, de la construction et du logement. Le 8 janvier 2014, Iris Gleicke est devenue secrétaire d'État parlementaire auprès du ministre fédéral des Affaires économiques et de l'Énergie et assume le rôle de commissaire du gouvernement fédéral pour les nouveaux États fédéraux et pour les PME et le tourisme au sein du cabinet Merkel III. 

## Biographie

### Formation et profession
Après avoir étudié à la Polytechnischen Oberschule (POS) de Schleusingen, Iris Gleicke effectue un apprentissage de dessinatrice. Elle étudie ensuite à l'école technique de Gotha où elle obtient un diplôme d'ingénieur en construction de bâtiments. Elle travaille ensuite en tant que ingénieur de projet chez VEB Stadtbau Suhl, puis comme employée au bureau d'urbanisme de Schleusingen. Elle y est employée plus récemment comme ingénieur divisionnaire dans l'autorité de réorganisation des terres en Thuringe du Sud . 

### Parti
Gleicke est membre du SPD depuis 1990. 

### Député
Elle est membre du Bundestag depuis 1990. De 1998 à 2002, elle est vice-présidente du groupe parlementaire SPD au Bundestag . De novembre 2005 à novembre 2013, elle est directrice parlementaire du groupe parlementaire SPD au Bundestag. 
Iris Gleicke est élue au Bundestag en 1990 et 1994 via la liste d'État de Thuringe puis trois fois en tant que représentante d'une circonscription, en 1998 la circonscription Suhl - Schmalkalden - Ilmenau - Neuhaus et en 2002 et 2005 dans la circonscription Suhl - Schmalkalden-Meiningen - Hildburghausen. Aux élections fédérales de 2005,  elle obtient 30,4 % des voix. En 2009 et 2013, elle est de nouveau élue au Bundestag via la liste d'État. Gleicke annonce qu'elle ne se représentera pas aux élections fédérales de 2017. 

### Autres mandats
Après les élections fédérales de 2002, elle est nommée, le 23 octobre 2002, secrétaire d'État parlementaire auprès du ministre fédéral des transports, de la construction et du logement dans le gouvernement fédéral dirigé par le chancelier Gerhard Schröder. Elle quitte ses fonctions le 22 novembre 2005 après les élections fédérales de 2005. Elle est secrétaire d'État parlementaire auprès du ministre fédéral des affaires économiques et de l'énergie depuis décembre 2013. De 2014 à 2018, elle est commissaire du gouvernement fédéral pour les nouveaux États fédéraux et commissaire pour les moyennes entreprises et le tourisme. Après juillet 2014, elle est également présidente du conseil de surveillance de l'Agence allemande de l'énergie (dena). 

### Vie privée
Iris Gleicke est mariée et a un fils. 

## Honneurs
- 2009: Chevalier de l'Ordre du Mérite de la République fédérale d'Allemagne